# Dimorphandra mollis
Dimorphandra mollis, la "fava d'anta", es una especie de árbol en el género Dimorphandra. Es una planta de la vegetación del Cerrado de Brasil.

## Descripción
Dimorphandra mollis alcanza un tamaño de 8 y 14 metros de altura. La corteza es gruesa. Las flores son pequeñas, de color amarillo, formando picos rodeados de brácteas. El fruto es una vaina con semillas aplanadas cilíndrica y pulpa rica en rutina.

## Propiedades
Dimorphandra mollis contiene astilbina y rutina.

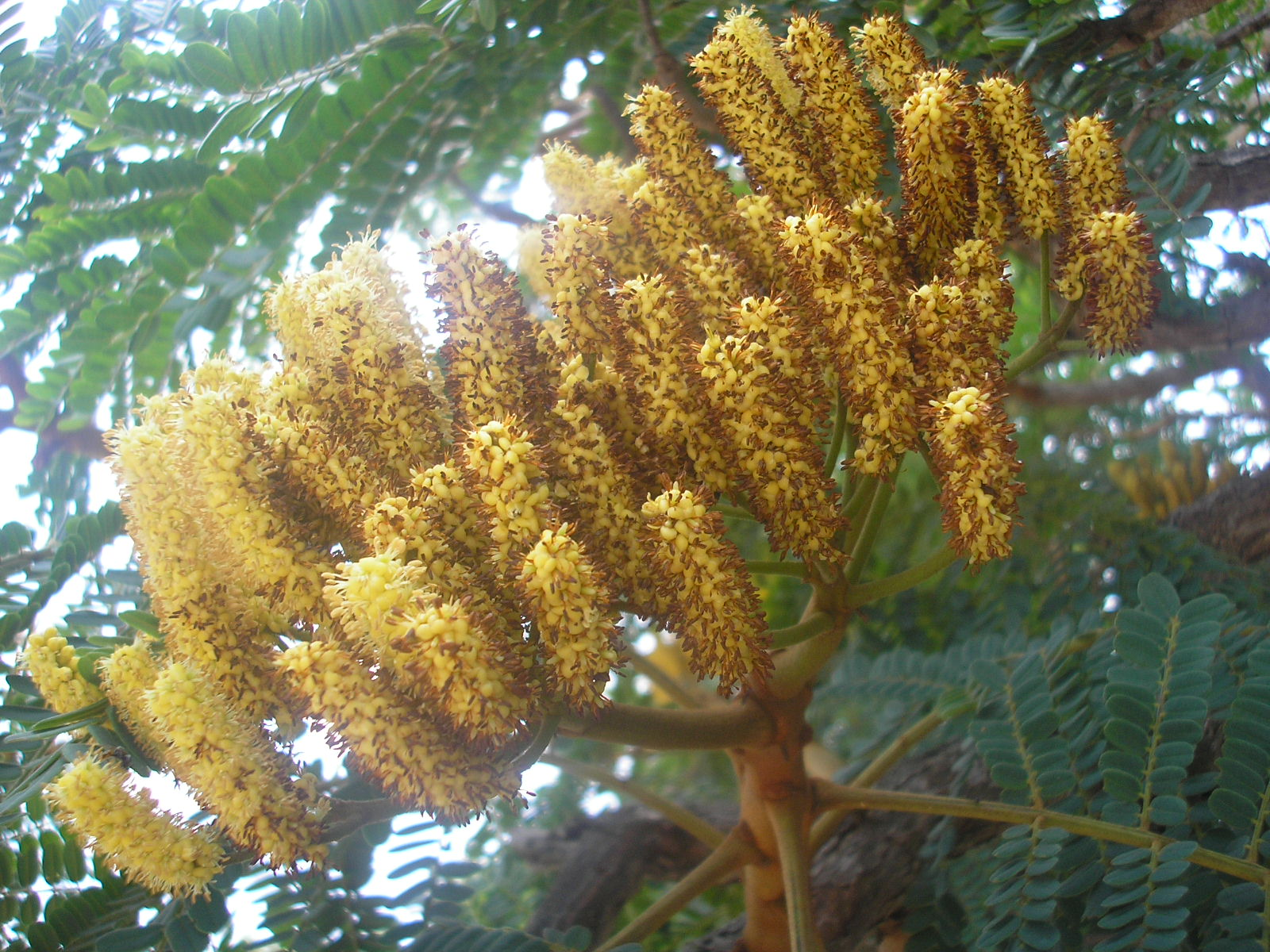
Flores

## Taxonomía
Dimorphandra mollis fue descrita por George Bentham y publicado en Journal of Botany, being a second series of the Botanical Miscellany 2(10): 102. 1840.